# Parachabora
Parachabora là một chi bướm đêm thuộc họ Erebidae.

## Loài
- Parachabora abydas Herrich-Schäffer, [1869]